# Vautorte
Vautorte ist eine französische Gemeinde mit 612 Einwohnern (Stand: 1. Januar 2022) im Département Mayenne in der Region Pays de la Loire; sie gehört zum Arrondissement Mayenne und zum Kanton Ernée. 

## Geographie
Vautorte liegt etwa 26 Kilometer nordnordwestlich von Laval. Umgeben wird Vautorte von den Nachbargemeinden Saint-Denis-de-Gastines im Nordwesten und Norden, Châtillon-sur-Colmont im Nordosten, Placé im Osten und Süden sowie Montenay im Süden und Westen.
Durch die Gemeinde führt die Route nationale 12.

## Bevölkerungsentwicklung
| Jahr                       | 1962 | 1968 | 1975 | 1982 | 1990 | 1999 | 2006 | 2019 |
| Einwohner                  | 815  | 722  | 632  | 598  | 574  | 573  | 581  | 609  |
| Quellen: Cassini und INSEE |      |      |      |      |      |      |      |      |

## Sehenswürdigkeiten
- Dolmen de la Crête, seit 1990 Monument historique
- Kirche Saint-Aubin
- Kapelle Saint-Joseph